# Alli (ソフトウェア)
Alli（アリィ）は米国のカルフォルニア州シリコンバレーに本社があるAllganize社によって開発されたAIチャットボットで、現在は米国、日本、韓国、欧州に展開している。

## 概要
Alliの特徴としては、高度な自然言語処理と機械読解を得意としており、人工知能によって問い合わせ対応が可能となっている。
日本での提供は、日本法人「Allganize Japan株式会社」が行っており、現在は東京都渋谷区のオフィスを拠点とし、Alliを含めた多数のAIソリューションの提供をおこなっている。
Allganize社は2019年5月にKDDI株式会社とグローバル・ブレイン株式会社が共同で設立の「KDDI Open Innovation Fund ３号」、SparkLabs Ventures（SparkLabs Ventures Ignition Fund）を引受先とする第三者割当増資(シリーズAラウンド)の資金調達を実施し、総額約3.8億円の資金調達を完了。また、2021年にKDDI株式会社や株式会社三井住友銀行などから10億円の資金調達(シリーズA2ラウンド)を行い、累計調達額は約16.5億円となっている。
2021年12月には、株式会社THE BRIDGEより発表された、次世代を担うスタートアップを讃える「INTRO Showcase」にノミネートされた。
業務提携等でAlliの日本国内の拡販も行っており、2020年12月に株式会社日立ソリューションズ、2021年6月に株式会社ギャプライズ、2021年9月には株式会社セガ エックスディーとそれぞれ業務提携を行っている。

## 機能
Alliは高度な自然言語処理と機能読解により質問の意図を読み取り、正確な回答を導き出すことができる。社内外の問い合わせに対して自動で応答し業務の効率化を図ることが可能なツールとなっている。高い正答率を実現していることで、最低限のトレーニングやタグ付けで運用を行うことが可能。また、ノーコードでのシナリオ設計が可能で、Webやアプリでの利用の場合もSDKのタグを埋め込むだけで利用を開始することができる。
■Alliの主な機能
・FAQ応答
自然文の問い合わせをAIが解釈し、質問と回答から適切な情報を表示。
簡易なフィードバックによりAIトレーニングも可能となっている。
・MRC応答(機械読解AI)
問い合わせに対して、対象ドキュメントの内容から関連箇所を自動抽出。
・FAQ自動生成、生成支援
アップロードしたドキュメントの内容をもとに、FAQの自動生成をおこなう。
・シナリオ応答
問い合わせに、指定の応答が可能。
・パーソナライズ
ユーザーのIDや名前を記憶し、ユーザー毎の個別対応を実現。
・外部データ連携
外部APIと簡易に連携し、動的な情報を取得・表示することが可能。
・分析
会話や応答の件数やトレンドなどチャートで確認することが可能。
・外部ツール連携
MS Teams、LINE、Slack、Facebook messenger、Kakao Talkと連携し自動対応が可能。
・ハイブリッド対応
AIで対応が難しい場合に、対応部門ご担当者が直接やりとり可能。　
・ブラウザ、アプリ対応
ブラウザ、アプリなど多様な環境でのチャット実装に対応。
・チャットデザイン
チャット画面の色やアイコンを変更できます。別途詳細カスタマイズも可能。